# Abdul Rachim Achverdov
Abdul Rachim Achverdov (in azero Əbdürrəhim bəy Haqverdiyev; Şuşa, 17 maggio 1870 – Baku, 17 dicembre 1933) è stato uno scrittore azero.
I suoi drammi, che risentono dell'influsso di Aleksandr Nikolaevič Ostrovskij, raffigurano le condizioni sociali dell'Azerbaigian pre-sovietico e i moti rivoluzionari dei contadini, mentre i suoi racconti, umoristici e satirici, sono animati da un efficace verismo.

## Opere
- 1900 – Il giovane infelice